# Comuna Stejari, Gorj
Stejari este o comună în județul Gorj, Oltenia, România, formată din satele Baloșani, Băcești, Dealu Leului, Piscoiu, Popești-Stejari și Stejari (reședința).

## Demografie
Componența etnică a comunei Stejari
     Români (93,24%)
     Alte etnii (0%)
     Necunoscută (6,76%)
Componența confesională a comunei Stejari
     Ortodocși (93,02%)
     Alte religii (0,09%)
     Necunoscută (6,89%)
Conform recensământului efectuat în 2021, populația comunei Stejari se ridică la 2.205 locuitori, în scădere față de recensământul anterior din 2011, când fuseseră înregistrați 2.585 de locuitori. Majoritatea locuitorilor sunt români (93,24%), iar pentru 6,76% nu se cunoaște apartenența etnică. Din punct de vedere confesional, majoritatea locuitorilor sunt ortodocși (93,02%), iar pentru 6,89% nu se cunoaște apartenența confesională.

## Politică și administrație
Comuna Stejari este administrată de un primar și un consiliu local compus din 11 consilieri. Primarul, Ion Budilică[*], de la Alianța pentru Unirea Românilor, este în funcție din 1 noiembrie 2024. Începând cu alegerile locale din 2024, consiliul local are următoarea componență pe partide politice:
|  | Partid                          | Consilieri | Componența Consiliului | Componența Consiliului | Componența Consiliului | Componența Consiliului | Componența Consiliului | Componența Consiliului |
|  | ------------------------------- | ---------- | ---------------------- | ---------------------- | ---------------------- | ---------------------- | ---------------------- | ---------------------- |
|  | Alianța pentru Unirea Românilor | 6          |                        |                        |                        |                        |                        |                        |
|  | Partidul Social Democrat        | 5          |                        |                        |                        |                        |                        |                        |